# Jim Matheos

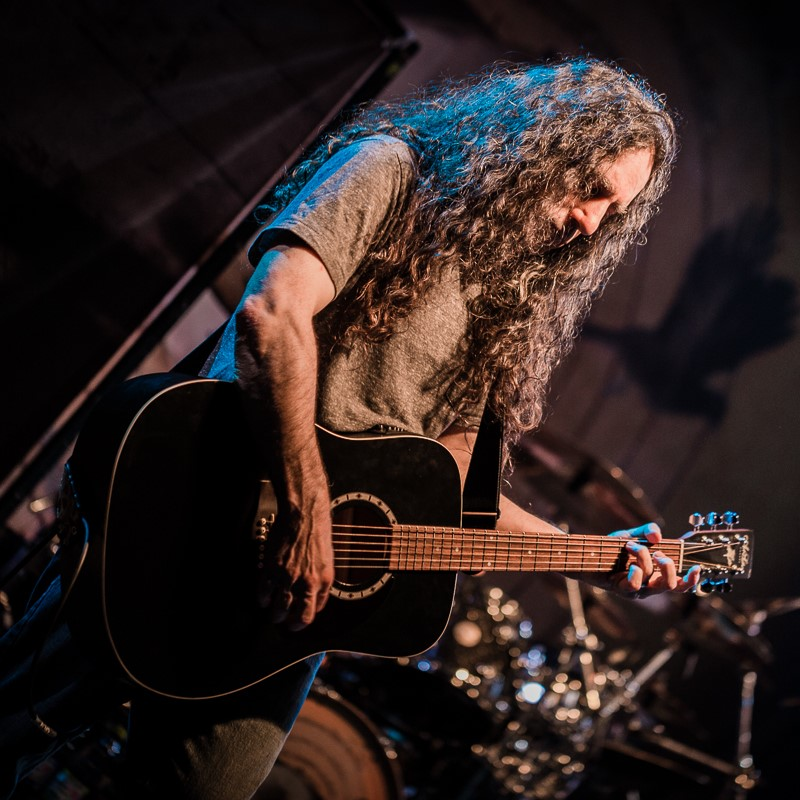
Jim Matheos (Fates Warning)

Jim Matheos (22 de noviembre de 1962) es un guitarrista estadounidense, más conocido por participar en las bandas de metal progresivo Fates Warning y OSI.

## Biografía
Junto a John Arch, Victor Arduini, Joe DiBiase, y Steve Zimmerman forman Fates Warning en Connecticut, Estados Unidos. En 1984 graban su primera demo, y posteriormente su primer álbum, Night on Bröcken.
En 1993 lanza su primer álbum como solista, First Impressions, bajo la misma discográfica de la banda, Metal Blade Records. En 1999 publica su segundo álbum, Away with Words.
En 2003 se reúne con Kevin Moore, ex teclista de Dream Theater quien había participado en algunos discos de Fates Warning, Mike Portnoy, batería de Dream Theater y a Sean Malone, bajista de Gordian Knot, formando la banda OSI, y publicando el disco Office of Strategy Influence ese mismo año.
A principios de 2011, con el exintegrante de Fates Warning John Arch forman la banda Arch/Matheos, donde participan también Joey Vera en el bajo, Bobby Jarzombek en la batería, y Frank Aresti en la guitarra. El álbum debut será Sympathetic Resonance, el cual fue grabado desde enero a marzo de 2011, y será publicado el 13 de septiembre del mismo año.

## Discografía

### En Fates Warning
- 1984: Night on Bröcken
- 1985: The Spectre Within
- 1986: Awaken the Guardian
- 1988: No Exit
- 1989: Perfect Symmetry
- 1991: Parallels
- 1994: Inside Out
- 1995: Chasing Time
- 1997: A Pleasant Shade of Gray
- 1998: Still Life (2 CD)
- 2000: Disconnected
- 2004: FWX
- 2005: Live in Athens

### En OSI
- 2003: Office of Strategic Influence
- 2006: Free
- 2009: Blood
- 2012:  Fire Make Thunder

### Como solista
- 1993: First Impressions
- 1999: Away with Words